# Adam Ginter
Adam Ginter (5 de marzo de 1982) es un deportista polaco que compitió en piragüismo en la modalidad de aguas tranquilas. Ganó seis medallas en el Campeonato Mundial de Piragüismo entre los años 2002 y 2010, y cuatro medallas en el Campeonato Europeo de Piragüismo entre los años 2001 y 2008.

## Palmarés internacional
| Campeonato Mundial | Campeonato Mundial           | Campeonato Mundial | Campeonato Mundial |
| Año                | Lugar                        | Medalla            | Competición        |
| ------------------ | ---------------------------- | ------------------ | ------------------ |
| 2002               | Sevilla (España)             | Medalla de oro     | C4 1000 m          |
| 2002               | Sevilla (España)             | Medalla de bronce  | C4 500 m           |
| 2003               | Gainesville (Estados Unidos) | 02 ! [ n 1 ]       | C4 500 m           |
| 2003               | Gainesville (Estados Unidos) | Medalla de bronce  | C4 1000 m          |
| 2005               | Zagreb (Croacia)             | Medalla de bronce  | C4 500 m           |
| 2010               | Poznań (Polonia)             | Medalla de bronce  | C1 4 × 200 m       |
| Campeonato Europeo |                              |                    |                    |
| Año                | Lugar                        | Medalla            | Competición        |
| 2001               | Milán (Italia)               | Medalla de bronce  | C4 500 m           |
| 2001               | Milán (Italia)               | Medalla de bronce  | C4 1000 m          |
| 2005               | Poznań (Polonia)             | Medalla de plata   | C4 500 m           |
| 2008               | Milán (Italia)               | Medalla de bronce  | C4 1000 m          |

1. ↑  En esta prueba el equipo ruso, ganador de la medalla de oro, fue descalificado al dar positivo por dopaje el piragüista Serguei Uleguin, por lo que al equipo polaco le fue cambiada la medalla de bronce por la de plata.